# Madracis auretenra
Madracis auretenra is een rifkoralensoort uit de familie van de Pocilloporidae. De wetenschappelijke naam van de soort is voor het eerst geldig gepubliceerd in 2007 door Locke, Weil & Coates.